# Сафроново (Вологодская область)
Сафроново — деревня в Белозерском районе Вологодской области.
Входит в состав Визьменского сельского поселения, с точки зрения административно-территориального деления — в Визьменский сельсовет.
Расположена на левом берегу реки Визьмы. Расстояние по автодороге до районного центра Белозерска составляет 76 км, до центра муниципального образования деревни Климшин Бор — 14 км. Ближайшие населённые пункты — Замошье, Илево, Николаево.
Население по данным переписи 2002 года — 4 человека.